# Lijst van Nederlandse ambassades

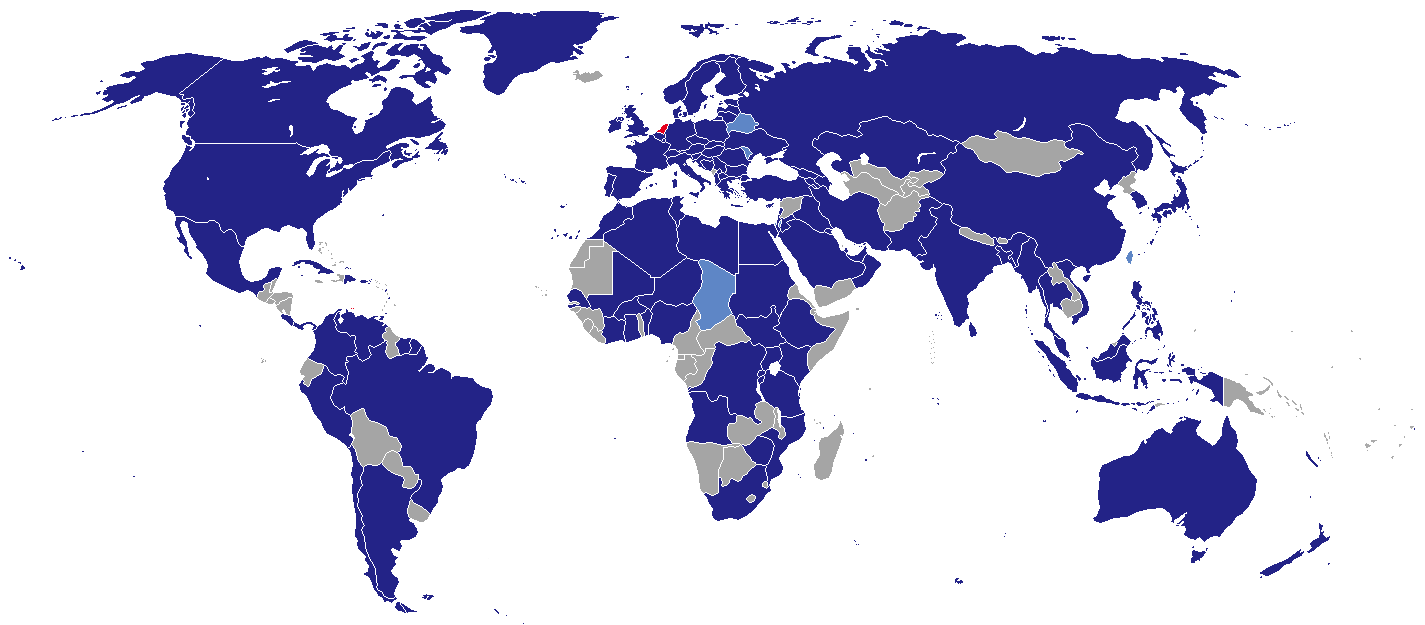
Landen met een Nederlandse diplomatieke missie.

Dit is een lijst van Nederlandse ambassades in het buitenland. Ze zijn over het algemeen gevestigd in de stad waar de regering van het gastland zetelt. Wereldwijd is Nederland via zo'n 140 ambassades en consulaten vertegenwoordigd. Het Koninkrijk der Nederlanden heeft ook een aantal permanente vertegenwoordigingen bij intergouvernementele organisaties, zoals de Verenigde Naties in New York en Genève.

## Nederlandse ambassades en consulaten(-generaal)
In onderstaande tabel staan de ambassades en consulaten per land benoemd. Als er in een land geen ambassade is, is de ambassade benoemd die verantwoordelijk is voor dat land.
| Land                           | Hoofdstad           | Vertegenwoordiging (en artikellink) | Locatie                              | Ambassadeur/ consulaat-generaal/ honorair consul                         | Link |
| ------------------------------ | ------------------- | ----------------------------------- | ------------------------------------ | ------------------------------------------------------------------------ | ---- |
| Afghanistan                    | Kabul               | Ambassade                           | Kabul (tijdelijk gesloten)           | Emiel de Bont                                                            | Link |
| Albanië                        | Tirana              | Ambassade                           | Tirana                               | Reinout Vos                                                              | Link |
| Algerije                       | Algiers             | Ambassade                           | Algiers                              | Janna van der Velde                                                      | Link |
| Andorra                        | Andorra la Vella    | Ambassade                           | Parijs                               | Jan Versteeg                                                             | Link |
| Angola                         | Luanda              | Ambassade                           | Luanda                               | Tsjeard Hoekstra                                                         | Link |
| Antigua en Barbuda             | Saint John's        | Ambassade                           | Port of Spain                        | Harry Putker (zaakgelastigde) Cor Hersbach (per medio 2023)              | Link |
| Antigua en Barbuda             | Saint John's        | Consulaat                           | Saint John's                         | Kevin Gomez                                                              | Link |
| Argentinië                     | Buenos Aires        | Ambassade                           | Buenos Aires                         | Annemieke Verrijp                                                        | Link |
| Argentinië                     | Buenos Aires        | Consulaat                           | Rosario                              | Maximiliano Schellhas                                                    | Link |
| Armenië                        | Jerevan             | Ambassade                           | Jerevan                              | Nico Schermers                                                           | Link |
| Australië                      | Canberra            | Ambassade                           | Canberra                             | Marion Derckx (tot medio 2023) Ardi Stoios-Braken (per medio 2023)       | Link |
| Australië                      | Canberra            | Consulaat-generaal                  | Sydney                               | Hugo Klijn                                                               | Link |
| Australië                      | Canberra            | Consulaat                           | Adelaide                             | Frank Weits                                                              | Link |
| Australië                      | Canberra            | Consulaat                           | Brisbane                             | Marjon Wind                                                              | Link |
| Australië                      | Canberra            | Consulaat                           | Hobart                               | Peter Sypkes                                                             | Link |
| Australië                      | Canberra            | Consulaat                           | Melbourne                            | Richard Mendelsohn                                                       | Link |
| Australië                      | Canberra            | Consulaat                           | Perth                                | Anthony Willinge                                                         | Link |
| Azerbeidzjan                   | Bakoe               | Ambassade                           | Bakoe                                | Pauline Eizema                                                           | Link |
| Bahama's                       | Nassau              | Consulaat-generaal                  | Miami                                | Ruth Emmerink                                                            | Link |
| Bahama's                       | Nassau              | Consulaat                           | Nassau                               | Saskia D'Aguilar                                                         | Link |
| Bahrein                        | Manama              | Ambassade                           | Koeweit                              | Laurens Westhoff                                                         | Link |
| Bahrein                        | Manama              | Consulaat                           | Manama                               | Zeenat Dawani                                                            | Link |
| Bangladesh                     | Dhaka               | Ambassade                           | Dhaka                                | Anne van Leeuwen (tot medio 2023) Irma van Dueren (per medio 2023)       | Link |
| Barbados                       | Bridgetown          | Consulaat                           | Bridgetown                           | Anthony Gittens                                                          | Link |
| België                         | Brussel             | Ambassade                           | Brussel                              | Pieter Jan Kleiweg de Zwaan                                              | Link |
| België                         | Brussel             | Consulaat-generaal                  | Antwerpen                            | Karen van Stegeren                                                       | Link |
| België                         | Brussel             | Consulaat                           | Gent                                 | Jan Lagasse                                                              | Link |
| België                         | Brussel             | Consulaat                           | Luik                                 | Bernard Piette                                                           | Link |
| Belize                         | Belmopan            | Ambassade                           | Mexico-Stad                          | Wilfred Mohr                                                             | Link |
| Belize                         | Belmopan            | Consulaat                           | Belize City                          | Vanessa Ivy Retreage                                                     | Link |
| Benin                          | Porto-Novo          | Ambassade                           | Cotonou                              | To Tjoelker-Kleve (tot medio 2023) Joris Jurriëns (per medio 2023)       | Link |
| Bhutan                         | Thimphu             | Consulaat                           | Thimphu                              | Phuntshok Tshering                                                       | Link |
| Bolivia                        | Sucre               | Ambassade                           | Lima                                 | Nathalie Lintvelt (tot medio 2023) Alexander Kofman (per medio 2023)     | Link |
| Bolivia                        | Sucre               | Consulaat                           | La Paz                               | Paul Kuijper                                                             | Link |
| Bolivia                        | Sucre               | Consulaat                           | Santa Cruz                           | Ingo Betram                                                              | Link |
| Bosnië en Herzegovina          | Sarajevo            | Ambassade                           | Sarajevo                             | Jan Waltmans (tot medio 2023) Henk van der Dool (per medio 2023)         | Link |
| Botswana                       | Gaborone            | Ambassade                           | Pretoria                             | Han Peters                                                               | Link |
| Botswana                       | Gaborone            | Consulaat                           | Gaborone                             | Ruud Jansen                                                              | Link |
| Brazilië                       | Brasilia            | Ambassade                           | Brasilia                             | André Driessen                                                           | Link |
| Brazilië                       | Brasilia            | Consulaat-generaal                  | Rio de Janeiro                       | Sara Cohen                                                               | Link |
| Brazilië                       | Brasilia            | Consulaat-generaal                  | São Paulo                            | Wieneke Vullings                                                         | Link |
| Brazilië                       | Brasilia            | Consulaat                           | Belém (tijdelijk gesloten)           |                                                                          | Link |
| Brazilië                       | Brasilia            | Consulaat                           | Belo Horizonte                       | Wilfred Bruijn                                                           | Link |
| Brazilië                       | Brasilia            | Consulaat                           | Curitiba                             | Robert de Ruijter                                                        | Link |
| Brazilië                       | Brasilia            | Consulaat                           | Fortaleza                            | Annette de Castro                                                        | Link |
| Brazilië                       | Brasilia            | Consulaat                           | Manaus                               | Peter Jan Tilanus                                                        | Link |
| Brazilië                       | Brasilia            | Consulaat                           | Natal                                | Monique Degens                                                           | Link |
| Brazilië                       | Brasilia            | Consulaat                           | Porto Alegre                         | Ingrid de Kroes                                                          | Link |
| Brazilië                       | Brasilia            | Consulaat                           | Recife                               | Annelijn van den Hoek                                                    | Link |
| Brazilië                       | Brasilia            | Consulaat                           | Salvador (tijdelijk gesloten)        |                                                                          | Link |
| Brazilië                       | Brasilia            | Consulaat                           | Santos                               | Andre Luiz Collacio Lettieri                                             | Link |
| Brazilië                       | Brasilia            | Consulaat                           | Vila Velha                           | Andreas Schilte                                                          | Link |
| Brunei                         | Bandar Seri Begawan | Ambassade                           | Singapore                            | Anneke Adema                                                             | Link |
| Brunei                         | Bandar Seri Begawan | Consulaat                           | Seria                                | Erik Legius                                                              | Link |
| Bulgarije                      | Sofia               | Ambassade                           | Sofia                                | Simon van der Burg                                                       | Link |
| Burkina Faso                   | Ouagadougou         | Ambassade                           | Ouagadougou                          | Esther Loeffen                                                           | Link |
| Burundi                        | Gitega              | Ambassade                           | Bujumbura                            | Jeroen Steeghs (tot medio 2023) Lianne Houben (per medio 2023)           | Link |
| Cambodja                       | Phnom Penh          | Ambassade                           | Bangkok                              | Remco van Wijngaarden                                                    | Link |
| Cambodja                       | Phnom Penh          | Consulaat                           | Phnom Penh (tijdelijk gesloten)      |                                                                          | Link |
| Cambodja                       | Phnom Penh          | Consulaat                           | Siem Reap                            | Godie van de Paal                                                        | Link |
| Canada                         | Ottawa              | Ambassade                           | Ottawa                               | Ines Coppoolse                                                           | Link |
| Canada                         | Ottawa              | Consulaat-generaal                  | Toronto                              | Harman Idema                                                             | Link |
| Canada                         | Ottawa              | Consulaat-generaal                  | Vancouver                            | Sebastiaan Messerschmidt                                                 | Link |
| Canada                         | Ottawa              | Consulaat                           | Calgary                              | Catriona Le May-Doan                                                     | Link |
| Canada                         | Ottawa              | Consulaat                           | Edmonton                             | Jerry Bouma                                                              | Link |
| Canada                         | Ottawa              | Consulaat                           | Halifax                              | Guido Kerpel                                                             | Link |
| Canada                         | Ottawa              | Consulaat                           | Montréal                             | Michael Polak                                                            | Link |
| Canada                         | Ottawa              | Consulaat                           | Quebec                               | Charles Beaudet                                                          | Link |
| Canada                         | Ottawa              | Consulaat                           | Saskatoon                            | Peter Vanriel                                                            | Link |
| Canada                         | Ottawa              | Consulaat                           | Winnipeg                             | Virginie de Visscher                                                     | Link |
| Centraal-Afrikaanse Republiek  | Bangui              | Ambassade                           | Kinshasa                             | Jolke Oppewal                                                            | Link |
| Centraal-Afrikaanse Republiek  | Bangui              | Consulaat                           | Bangui                               | Patrick Marconnet                                                        | Link |
| Chili                          | Santiago            | Ambassade                           | Santiago                             | Carmen Gonsalves                                                         | Link |
| Chili                          | Santiago            | Consulaat                           | Concepción                           |                                                                          | Link |
| Chili                          | Santiago            | Consulaat                           | Iquique                              | Iván Matamala                                                            | Link |
| Chili                          | Santiago            | Consulaat                           | Puerto Montt                         | Sydney Adrian Hamann Henkes                                              | Link |
| Chili                          | Santiago            | Consulaat                           | Punta Arenas                         | María Alejandra Mujica                                                   | Link |
| Chili                          | Santiago            | Consulaat                           | Valdivia                             | Charlotte Lovengreen                                                     | Link |
| Chili                          | Santiago            | Consulaat                           | Valparaíso                           | Ocker Gevaerts                                                           | Link |
| China                          | Peking              | Ambassade                           | Peking                               | Wim Geerts (tot medio 2023) André Haspels (per medio 2023)               | Link |
| China                          | Peking              | Consulaat-generaal                  | Chongqing                            | Huub Buise                                                               | Link |
| China                          | Peking              | Consulaat-generaal                  | Guangzhou                            | Efstathios Andreou                                                       | Link |
| China                          | Peking              | Consulaat-generaal                  | Hongkong & Macau                     | Arjen van den Berg                                                       | Link |
| China                          | Peking              | Consulaat-generaal                  | Shanghai                             | Marjo Crompvoets                                                         | Link |
| Colombia                       | Bogota              | Ambassade                           | Bogota                               | Ernst Noorman (tot medio 2023) Reina Buijs (per medio 2023)              | Link |
| Colombia                       | Bogota              | Consulaat                           | Cali                                 | Gerrit van de Leur                                                       | Link |
| Colombia                       | Bogota              | Consulaat                           | Cartagena                            | Mauricio Villegas Gerdts                                                 | Link |
| Colombia                       | Bogota              | Consulaat                           | Medellín                             | Micha Vosse                                                              | Link |
| Comoren                        | Moroni              | Ambassade                           | Dar es Salaam                        | Wiebe de Boer                                                            | Link |
| Congo-Brazzaville              | Brazzaville         | Ambassade                           | Kinshasa                             | Jolke Oppewal (tot medio 2023) Angèle Samura (per medio 2023)            | Link |
| Congo-Brazzaville              | Brazzaville         | Consulaat                           | Brazzaville                          | Hilly Anne Fumey-van Baggum                                              | Link |
| Congo-Kinshasa                 | Kinshasa            | Ambassade                           | Kinshasa                             | Jolke Oppewal                                                            | Link |
| Costa Rica                     | San José            | Ambassade                           | San José                             | Christine Pirenne                                                        | Link |
| Cuba                           | Havana              | Ambassade                           | Havana                               | Eric Strating                                                            | Link |
| Cyprus                         | Nicosia             | Ambassade                           | Nicosia                              | Elke Merks-Schaapveld                                                    | Link |
| Cyprus                         | Nicosia             | Consulaat                           | Limasol                              | P.E. Lanitis                                                             | Link |
| Denemarken                     | Kopenhagen          | Ambassade                           | Kopenhagen                           | Nienke Trooster                                                          | Link |
| Denemarken                     | Kopenhagen          | Consulaat                           | Aalborg                              | Henrik Calum                                                             | Link |
| Denemarken                     | Kopenhagen          | Consulaat                           | Aarhus                               | Jochem van Rijn                                                          | Link |
| Djibouti                       | Djibouti            | Ambassade                           | Addis Abeba                          | Henk Jan Bakker                                                          | Link |
| Djibouti                       | Djibouti            | Consulaat                           | Djibouti                             | Luc Marill                                                               | Link |
| Dominica                       | Roseau              | Ambassade                           | Port of Spain                        | Harry Putker (zaakgelastigde) Cor Hersbach (per medio 2023)              | Link |
| Dominica                       | Roseau              | Consulaat                           | Roseau                               | Geneviève Astaphan                                                       | Link |
| Dominicaanse Republiek         | Santo Domingo       | Ambassade                           | Santo Domingo                        | Annemieke Verrijp (tot medio 2023) Frank Keurhorst (per medio 2023)      | Link |
| Duitsland                      | Berlijn             | Ambassade                           | Berlijn                              | Ronald van Roeden                                                        | Link |
| Duitsland                      | Berlijn             | Consulaat-generaal                  | Düsseldorf                           | Peter Schuurman                                                          | Link |
| Duitsland                      | Berlijn             | Consulaat-generaal                  | München                              | Annelies Faro                                                            | Link |
| Duitsland                      | Berlijn             | Consulaat                           | Aken                                 | Christiane Vaessen                                                       | Link |
| Duitsland                      | Berlijn             | Consulaat                           | Bremen                               | Hylke Boerstra                                                           | Link |
| Duitsland                      | Berlijn             | Consulaat                           | Emden                                | Claas Brons                                                              | Link |
| Duitsland                      | Berlijn             | Consulaat                           | Hamburg                              | Robert Wethmar                                                           | Link |
| Duitsland                      | Berlijn             | Consulaat                           | Hannover                             | Volker Mueller                                                           | Link |
| Duitsland                      | Berlijn             | Consulaat                           | Keulen                               | Rafaela Wilde                                                            | Link |
| Duitsland                      | Berlijn             | Consulaat                           | Kiel                                 | Rainer Kibbel                                                            | Link |
| Duitsland                      | Berlijn             | Consulaat                           | Kleef                                | Freddy Heinzel                                                           | Link |
| Duitsland                      | Berlijn             | Consulaat                           | Munster                              | Edward Hueffer                                                           | Link |
| Duitsland                      | Berlijn             | Consulaat                           | Neurenberg                           | Alexander Fackelmann                                                     | Link |
| Duitsland                      | Berlijn             | Consulaat                           | Stuttgart                            | Albrecht Kruse                                                           | Link |
| Ecuador                        | Quito               | Ambassade                           | Lima                                 | Nathalie Lintvelt (tot medio 2023) Alexander Kofman (per medio 2023)     | Link |
| Ecuador                        | Quito               | Consulaat                           | Guayaquil                            | Egbert Spaans                                                            | Link |
| Ecuador                        | Quito               | Consulaat                           | Quito                                | Diego Almeida-Guzman                                                     | Link |
| Egypte                         | Caïro               | Ambassade                           | Caïro                                | Peter Mollema                                                            | Link |
| El Salvador                    | San Salvador        | Ambassade                           | San José                             | Christine Pirenne                                                        | Link |
| El Salvador                    | San Salvador        | Consulaat                           | San Salvador                         | Peter Klingeman                                                          | Link |
| Equatoriaal-Guinea             | Malabo              | Ambassade                           | Cotonou                              | To Tjoelker-Kleve                                                        | Link |
| Eritrea                        | Asmara              | Ambassade                           | Khartoem                             | Irma van Dueren (tot medio 2023) Wierish Ramsoekh (per medio 2023)       | Link |
| Eritrea                        | Asmara              | Consulaat                           | Asmara                               | Teclu Ghebrehiwet                                                        | Link |
| Estland                        | Tallinn             | Ambassade                           | Tallinn                              | Özlem Canel                                                              | Link |
| Ethiopië                       | Addis Abeba         | Ambassade                           | Addis Abeba                          | Henk Jan Bakker                                                          | Link |
| Fiji                           | Suva                | Ambassade                           | Wellington                           | Ard van der Vorst                                                        | Link |
| Fiji                           | Suva                | Consulaat                           | Suva                                 | Roderic Evers                                                            | Link |
| Filipijnen                     | Manilla             | Ambassade                           | Manilla                              | Marielle Geraedts                                                        | Link |
| Filipijnen                     | Manilla             | Consulaat                           | Cebu City                            | Gordon Alan Joseph                                                       | Link |
| Finland                        | Helsinki            | Ambassade                           | Helsinki                             | Govert Jan Bijl de Vroe                                                  | Link |
| Frankrijk                      | Parijs              | Ambassade                           | Parijs                               | Jan Versteeg                                                             | Link |
| Frankrijk                      | Parijs              | Consulaat                           | Ajaccio                              | Jean-François Bernadi                                                    | Link |
| Frankrijk                      | Parijs              | Consulaat                           | Bordeaux                             | Radick van Vollenhoven                                                   | Link |
| Frankrijk                      | Parijs              | Consulaat                           | Brest                                | Dominique Breton                                                         | Link |
| Frankrijk                      | Parijs              | Consulaat                           | Caen                                 | Michaël Hidrio                                                           | Link |
| Frankrijk                      | Parijs              | Consulaat                           | Calais                               | Fabrice Gillet                                                           | Link |
| Frankrijk                      | Parijs              | Consulaat                           | Guadeloupe                           | Léon Raaijmaakers                                                        | Link |
| Frankrijk                      | Parijs              | Consulaat                           | Lille                                | Corina van Broekhoven                                                    | Link |
| Frankrijk                      | Parijs              | Consulaat                           | Lyon                                 | Madelijn Vervoord                                                        | Link |
| Frankrijk                      | Parijs              | Consulaat                           | Marseille                            | Camille Trillat                                                          | Link |
| Frankrijk                      | Parijs              | Consulaat                           | Martinique                           | Stanley Dormoy                                                           | Link |
| Frankrijk                      | Parijs              | Consulaat                           | Montjoly                             |                                                                          | Link |
| Frankrijk                      | Parijs              | Consulaat                           | Nice                                 | Willem-Hein Couwenberg                                                   | Link |
| Frankrijk                      | Parijs              | Consulaat                           | Réunion                              | Margot van der Donk                                                      | Link |
| Frankrijk                      | Parijs              | Consulaat                           | Straatsburg                          | Christophe Kieffer                                                       | Link |
| Frankrijk                      | Parijs              | Consulaat                           | Toulouse                             | Valérie Peene                                                            | Link |
| Gabon                          | Libreville          | Ambassade                           | Cotonou                              | To Tjoelker-Kleve                                                        | Link |
| Gabon                          | Libreville          | Consulaat                           | Libreville                           | Wilhelmina van de Ven                                                    | Link |
| Gambia                         | Banjul              | Ambassade                           | Dakar                                | Joan Wiegman                                                             | Link |
| Gambia                         | Banjul              | Consulaat                           | Banjul                               | Henriëtte Brummer-Sonko                                                  | Link |
| Georgië                        | Tbilisi             | Ambassade                           | Tbilisi                              | Meline Arakelian                                                         | Link |
| Ghana                          | Accra               | Ambassade                           | Accra                                | Jeroen Verheul                                                           | Link |
| Grenada                        | Saint George's      | Ambassade                           | Port of Spain                        | Harry Putker (zaakgelastigde) Cor Hersbach (per medio 2023)              | Link |
| Grenada                        | Saint George's      | Consulaat                           | Saint George's                       | Dickon Mitchell                                                          | Link |
| Griekenland                    | Athene              | Ambassade                           | Athene                               | Susanna Terstal                                                          | Link |
| Griekenland                    | Athene              | Consulaat                           | Alexandroupolis                      |                                                                          | Link |
| Griekenland                    | Athene              | Consulaat                           | Chania                               |                                                                          | Link |
| Griekenland                    | Athene              | Consulaat                           | Corfu                                | Henry Holterman                                                          | Link |
| Griekenland                    | Athene              | Consulaat                           | Patras                               |                                                                          | Link |
| Griekenland                    | Athene              | Consulaat                           | Piraeus                              |                                                                          | Link |
| Griekenland                    | Athene              | Consulaat                           | Thessaloniki                         |                                                                          | Link |
| Guatemala                      | Guatemala-Stad      | Ambassade                           | San José                             | Christine Pirenne                                                        | Link |
| Guatemala                      | Guatemala-Stad      | Consulaat                           | Guatemala-Stad                       | Barbara Manon Derks                                                      | Link |
| Guinee                         | Conakry             | Ambassade                           | Dakar                                | Joan Wiegman                                                             | Link |
| Guinee                         | Conakry             | Consulaat                           | Conakry                              | Fadi Wazni                                                               | Link |
| Guinee-Bissau                  | Bissau              | Ambassade                           | Dakar                                | Joan Wiegman                                                             | Link |
| Guinee-Bissau                  | Bissau              | Consulaat                           | Bissau                               | Carsten Wille                                                            | Link |
| Guyana                         | Georgetown          | Ambassade                           | Paramaribo                           | Walter Oostelbos (2023-heden)                                            | Link |
| Guyana                         | Georgetown          | Consulaat                           | Georgetown                           | Gregory Dean                                                             | Link |
| Haïti                          | Port-au-Prince      | Ambassade                           | Santo Domingo                        | Annemieke Verrijp (tot medio 2023) Frank Keurhorst (per medio 2023)      | Link |
| Haïti                          | Port-au-Prince      | Consulaat                           | Port-au-Prince                       | Bertrand Roc                                                             | Link |
| Honduras                       | Tegucigalpa         | Ambassade                           | San José                             | Christine Pirenne                                                        | Link |
| Honduras                       | Tegucigalpa         | Consulaat                           | Tegucigalpa                          | Michael Dieckmann                                                        | Link |
| Hongarije                      | Boedapest           | Ambassade                           | Boedapest                            | Désirée Bonis                                                            | Link |
| Ierland                        | Dublin              | Ambassade                           | Dublin                               | Maaike van Koldam                                                        | Link |
| IJsland                        | Reykjavik           | Ambassade                           | Oslo                                 | John Groffen                                                             | Link |
| IJsland                        | Reykjavik           | Consulaat                           | Reykjavik                            | Bernhard Þór Bernhardsson                                                | Link |
| India                          | New Delhi           | Ambassade                           | New Delhi                            | Marten van den Berg (tot medio 2023) Marisa Gerards (per medio 2023)     | Link |
| India                          | New Delhi           | Consulaat-generaal                  | Bangalore                            | Ewout de Wit                                                             | Link |
| India                          | New Delhi           | Consulaat-generaal                  | Mumbai                               | Bart de Jong                                                             | Link |
| India                          | New Delhi           | Consulaat                           | Chennai                              | Gopal Srinivasan                                                         | Link |
| India                          | New Delhi           | Consulaat                           | Calcutta                             | Namit Shah                                                               | Link |
| India                          | New Delhi           | Consulaat                           | Lucknow                              | Sharad Thadani                                                           | Link |
| Indonesië                      | Jakarta             | Ambassade                           | Jakarta                              | Lambert Grijns                                                           | Link |
| Indonesië                      | Jakarta             | Consulaat                           | Denpasar                             | Simon Purwa                                                              | Link |
| Indonesië                      | Jakarta             | Consulaat                           | Medan                                | Ony Hindra Kusuma                                                        | Link |
| Indonesië                      | Jakarta             | Consulaat                           | Surabaya                             | Lily Jessica Tjokrosetio                                                 | Link |
| Irak                           | Bagdad              | Ambassade                           | Bagdad                               | Hans Sandee                                                              | Link |
| Irak                           | Bagdad              | Consulaat-generaal                  | Erbil                                | Jaco Beerends                                                            | Link |
| Irak                           | Bagdad              | Consulaat                           | Basra                                | Chris van den Berg                                                       | Link |
| Iran                           | Teheran             | Ambassade                           | Teheran                              | Frank Mollen                                                             | Link |
| Israël                         | Jeruzalem           | Ambassade                           | Tel Aviv                             | Hans Docter (tot medio 2023) Marriet Schuurman (per medio 2023)          | Link |
| Italië                         | Rome                | Ambassade                           | Rome                                 | Willem van Ee                                                            | Link |
| Italië                         | Rome                | Consulaat-generaal                  | Milaan                               | Mascha Baak                                                              | Link |
| Italië                         | Rome                | Consulaat                           | Ancona                               | Pierluigi Panzini                                                        | Link |
| Italië                         | Rome                | Consulaat                           | Bari                                 | Massimo Salomone                                                         | Link |
| Italië                         | Rome                | Consulaat                           | Bologna                              | Valentina Tepedino                                                       | Link |
| Italië                         | Rome                | Consulaat                           | Catania                              | Daniela Baglieri                                                         | Link |
| Italië                         | Rome                | Consulaat                           | Florence                             | Donato Nitti                                                             | Link |
| Italië                         | Rome                | Consulaat                           | Genua                                | Margherita Del Grosso                                                    | Link |
| Italië                         | Rome                | Consulaat                           | Livorno                              | Silvia Traverso                                                          | Link |
| Italië                         | Rome                | Consulaat                           | Napels                               | Gennaro Borriello                                                        | Link |
| Italië                         | Rome                | Consulaat                           | Olbia                                | Cristina Ricci                                                           | Link |
| Italië                         | Rome                | Consulaat                           | Palermo                              | Emanuele Pirazzoli                                                       | Link |
| Italië                         | Rome                | Consulaat                           | Turijn                               | Christian Greco                                                          | Link |
| Italië                         | Rome                | Consulaat                           | Venetië                              | Giulia Alma Garavelli                                                    | Link |
| Italië                         | Rome                | Consulaat                           | Verona                               | Daniele Cunego                                                           | Link |
| Ivoorkust                      | Yamoussoukro        | Ambassade                           | Abidjan                              | Yvette Daoud (tot medio 2023) Jeroen Kelderhuis (per medio 2023)         | Link |
| Jamaica                        | Kingston            | Ambassade                           | Havana                               | Eric Strating                                                            | Link |
| Jamaica                        | Kingston            | Consulaat                           | Kingston                             | Christian Tavares Finson                                                 | Link |
| Japan                          | Tokio               | Ambassade                           | Tokio                                | Theo Peters (zaakgelastigde) Marten van den Berg (per medio 2023)        | Link |
| Japan                          | Tokio               | Consulaat-generaal                  | Osaka                                | Marc Kuipers                                                             | Link |
| Japan                          | Tokio               | Consulaat                           | Nagasaki                             | Masahide Shimazaki                                                       | Link |
| Japan                          | Tokio               | Consulaat                           | Nagoya                               | Takehiro Okaya                                                           | Link |
| Jemen                          | Sanaa               | Ambassade                           | Sanaa                                | Peter-Derrek Hof                                                         | Link |
| Jordanië                       | Amman               | Ambassade                           | Amman                                | Harry Verweij (tot medio 2023) Jeannette Seppen (per medio 2023)         | Link |
| Kaapverdië                     | Praia               | Ambassade                           | Dakar                                | Joan Wiegman                                                             | Link |
| Kaapverdië                     | Praia               | Consulaat                           | Praia                                | Maria João de Novais                                                     | Link |
| Kameroen                       | Yaoundé             | Ambassade                           | Cotonou                              | To Tjoelker-Kleve                                                        | Link |
| Kameroen                       | Yaoundé             | Consulaat                           | Yaoundé                              | Martin Abega                                                             | Link |
| Kazachstan                     | Astana              | Ambassade                           | Astana                               | André Carstens                                                           | Link |
| Kenia                          | Nairobi             | Ambassade                           | Nairobi                              | Maarten Brouwer                                                          | Link |
| Kenia                          | Nairobi             | Consulaat                           | Mombassa                             | Paul Krijnen                                                             | Link |
| Kirgizië                       | Bisjkek             | Ambassade                           | Astana                               | André Carstens                                                           | Link |
| Kirgizië                       | Bisjkek             | Consulaat                           | Bisjkek                              | Jamilya Imankulova                                                       | Link |
| Kiribati                       | Zuid-Tarawa         | Ambassade                           | Wellington                           | Ard van der Vorst                                                        | Link |
| Koeweit                        | Koeweit             | Ambassade                           | Koeweit                              | Laurens Westhoff                                                         | Link |
| Kosovo                         | Pristina            | Ambassade                           | Pristina                             | Carin Lobbezoo                                                           | Link |
| Kroatië                        | Zagreb              | Ambassade                           | Zagreb                               | Henk Voskamp (tot medio 2023) Charlotte van Baak (per medio 2023)        | Link |
| Kroatië                        | Zagreb              | Consulaat                           | Dubrovnik                            | Pero Kulaš                                                               | Link |
| Kroatië                        | Zagreb              | Consulaat                           | Rijeka & Opatija                     | Vanda Pošćić                                                             | Link |
| Kroatië                        | Zagreb              | Consulaat                           | Split                                | Hrvoje Šimac                                                             | Link |
| Laos                           | Vientiane           | Ambassade                           | Bangkok                              | Remco van Wijngaarden                                                    | Link |
| Laos                           | Vientiane           | Consulaat                           | Vientiane                            | Ait Geurts                                                               | Link |
| Lesotho                        | Maseru              | Ambassade                           | Pretoria                             | Han Peters                                                               | Link |
| Lesotho                        | Maseru              | Consulaat                           | Maseru                               | Johnny van Mastrigt                                                      | Link |
| Letland                        | Riga                | Ambassade                           | Riga                                 | Claudia Pieterse                                                         | Link |
| Libanon                        | Beiroet             | Ambassade                           | Beiroet                              | Hans Peter van der Woude                                                 | Link |
| Liberia                        | Monrovia            | Ambassade                           | Accra                                | Jeroen Verheul                                                           | Link |
| Libië                          | Tripoli             | Ambassade                           | Tripoli                              | Dolf Hogewoning (tot medio 2023) Joost Klarenbeek (per medio 2023)       | Link |
| Liechtenstein                  | Vaduz               | Ambassade                           | Bern                                 | Hedda Samson                                                             | Link |
| Liechtenstein                  | Vaduz               | Consulaat                           | Schaan                               | Rogier van der Heide                                                     | Link |
| Litouwen                       | Vilnius             | Ambassade                           | Vilnius                              | Jack Twiss Quarles van Ufford                                            | Link |
| Luxemburg                      | Luxemburg           | Ambassade                           | Luxemburg                            | Cees Bansema                                                             | Link |
| Madagaskar                     | Antananarivo        | Ambassade                           | Dar es Salaam                        | Wiebe de Boer                                                            | Link |
| Madagaskar                     | Antananarivo        | Consulaat                           | Antananarivo                         | Bersia Mireille                                                          | Link |
| Malawi                         | Lilongwe            | Ambassade                           | Harare                               | Margret Verwijk                                                          | Link |
| Malawi                         | Lilongwe            | Consulaat                           | Lilongwe                             | Bouke Bijl                                                               | Link |
| Malediven                      | Malé                | Ambassade                           | Colombo                              | Bonnie Horbach                                                           | Link |
| Malediven                      | Malé                | Consulaat                           | Malé                                 | Sanjay Bansal                                                            | Link |
| Maleisië                       | Kuala Lumpur        | Ambassade                           | Kuala Lumpur                         | Jaap Werner                                                              | Link |
| Mali                           | Bamako              | Ambassade                           | Bamako                               | Marchel Gerrmann (tot medio 2023) Caecilia Wijgers (per medio 2023)      | Link |
| Malta                          | Valletta            | Ambassade                           | Valletta                             | Djoeke Adimi-Koekkoek                                                    | Link |
| Marokko                        | Rabat               | Ambassade                           | Rabat                                | Jeroen Roodenburg                                                        | Link |
| Marokko                        | Rabat               | Consulaat                           | Casablanca                           | M.E. Winkel                                                              | Link |
| Marokko                        | Rabat               | Consulaat                           | Nador                                | Laarbi Salama                                                            | Link |
| Marshalleilanden               | Majuro              | Ambassade                           | Manilla                              | Marielle Geraedts                                                        | Link |
| Mauritanië                     | Nouakchott          | Ambassade                           | Dakar                                | Joan Wiegman                                                             | Link |
| Mauritanië                     | Nouakchott          | Consulaat                           | Nouakchott                           | Nabil Hajjar                                                             | Link |
| Mauritius                      | Port Louis          | Ambassade                           | Dar es Salaam                        | Wiebe de Boer                                                            | Link |
| Mauritius                      | Port Louis          | Consulaat                           | Port Louis                           | Arnaud Lagesse                                                           | Link |
| Mexico                         | Mexico-Stad         | Ambassade                           | Mexico-Stad                          | Wilfred Mohr                                                             | Link |
| Mexico                         | Mexico-Stad         | Consulaat                           | Cancún                               | Ingrid Bosman de Alegre                                                  | Link |
| Mexico                         | Mexico-Stad         | Consulaat                           | Ciudad del Carmen & Villahermosa     | Juan Pablo Vega Arriaga                                                  | Link |
| Mexico                         | Mexico-Stad         | Consulaat                           | Guadalajara                          | Nicky Brouwers                                                           | Link |
| Mexico                         | Mexico-Stad         | Consulaat                           | Monterrey                            |                                                                          | Link |
| Mexico                         | Mexico-Stad         | Consulaat                           | Tampico                              | Nelson Sinhué Romero Flores                                              | Link |
| Mexico                         | Mexico-Stad         | Consulaat                           | Veracruz                             | Ramón Gómez Barquín                                                      | Link |
| Micronesië                     | Palikir             | Ambassade                           | Manilla                              | Marielle Geraedts                                                        | Link |
| Moldavië                       | Chisinau            | Ambassadekantoor                    | Chisinau                             | Fred Duijn                                                               | Link |
| Monaco                         | Monaco              | Ambassade                           | Parijs                               | Jan Versteeg                                                             | Link |
| Monaco                         | Monaco              | Consulaat                           | Monaco                               | Arie van 't Hof                                                          | Link |
| Mongolië                       | Ulaanbaatar         | Ambassade                           | Peking                               | Wim Geerts                                                               | Link |
| Montenegro                     | Podgorica           | Ambassade                           | Belgrado                             | Joost Reintjes                                                           | Link |
| Mozambique                     | Maputo              | Ambassade                           | Maputo                               | Elsbeth Akkerman                                                         | Link |
| Myanmar                        | Naypyidaw           | Ambassade                           | Yangon                               | Anne Elisabeth Luwema                                                    | Link |
| Namibië                        | Windhoek            | Ambassade                           | Pretoria                             | Han Peters                                                               | Link |
| Namibië                        | Windhoek            | Consulaat                           | Windhoek                             | Servaas van den Bosch                                                    | Link |
| Nauru                          | Yaren               | Ambassade                           | Canberra                             | Marion Derckx                                                            | Link |
| Nepal                          | Kathmandu           | Ambassade                           | New Delhi                            | Marten van den Berg                                                      | Link |
| Nepal                          | Kathmandu           | Consulaat                           | Kathmandu                            | Deepak Raj Sapkota                                                       | Link |
| Nicaragua                      | Managua             | Ambassade                           | San José                             | Christine Pirenne (tot 29 sep 2022)                                      | Link |
| Nicaragua                      | Managua             | Consulaat                           | Granada                              | Mauricio Gómez Lacayo                                                    | Link |
| Nicaragua                      | Managua             | Consulaat                           | Managua                              | Mauricio Gómez Lacayo                                                    | Link |
| Nieuw-Zeeland                  | Wellington          | Ambassade                           | Wellington                           | Ard van der Vorst                                                        | Link |
| Nieuw-Zeeland                  | Wellington          | Consulaat                           | Auckland                             | Sake Hitman                                                              | Link |
| Nieuw-Zeeland                  | Wellington          | Consulaat                           | Christchurch                         | Geordie Hooft                                                            | Link |
| Niger                          | Niamey              | Ambassade                           | Niamey                               | Paul Tholen                                                              | Link |
| Nigeria                        | Abuja               | Ambassade                           | Abuja                                | Wouter Plomp                                                             | Link |
| Nigeria                        | Abuja               | Consulaat-generaal                  | Lagos                                | Michel Deelen                                                            | Link |
| Noord-Korea                    | Pyongyang           | Ambassade                           | Seoel                                | Joanne Doornewaard (tot medio 2023) Peter van der Vliet (per medio 2023) | Link |
| Noord-Macedonië                | Skopje              | Ambassade                           | Skopje                               | Dirk Jan Kop                                                             | Link |
| Noorwegen                      | Oslo                | Ambassade                           | Oslo                                 | John Groffen                                                             | Link |
| Noorwegen                      | Oslo                | Consulaat                           | Bergen                               | Monica Salthella                                                         | Link |
| Noorwegen                      | Oslo                | Consulaat                           | Larvik                               | Tore Hansen                                                              | Link |
| Noorwegen                      | Oslo                | Consulaat                           | Stavanger                            | Ragnvald Albretsen                                                       | Link |
| Noorwegen                      | Oslo                | Consulaat                           | Tromsø                               | Sissel Ditlevsen                                                         | Link |
| Noorwegen                      | Oslo                | Consulaat                           | Trondheim                            | Knut Vestbø                                                              | Link |
| Oeganda                        | Kampala             | Ambassade                           | Kampala                              | Karin Boven                                                              | Link |
| Oekraïne                       | Kiev                | Ambassade                           | Kiev                                 | Jennes de Mol                                                            | Link |
| Oekraïne                       | Kiev                | Consulaat                           | Lviv                                 | Andriy Hrynchuk                                                          | Link |
| Oezbekistan                    | Tasjkent            | Ambassade                           | Moskou                               | Gilles Beschoor Plug                                                     | Link |
| Oezbekistan                    | Tasjkent            | Consulaat                           | Tasjkent                             | Hugo Minderhoud                                                          | Link |
| Oman                           | Muscat              | Ambassade                           | Muscat                               | Stella Kloth                                                             | Link |
| Oostenrijk                     | Wenen               | Ambassade                           | Wenen                                | Aldrik Gierveld (tot medio 2023) Peter Potman (per medio 2023)           | Link |
| Oost-Timor                     | Dili                | Ambassade                           | Jakarta                              | Lambert Grijns                                                           | Link |
| Pakistan                       | Islamabad           | Ambassade                           | Islamabad                            | Henny de Vries                                                           | Link |
| Palau                          | Ngerulmud           | Ambassade                           | Manilla                              | Marielle Geraedts                                                        | Link |
| Palau                          | Ngerulmud           | Consulaat                           | Koror                                | Mandy Etpison                                                            | Link |
| Palestina                      | Jeruzalem           | Ambassadekantoor                    | Ramallah                             |                                                                          | Link |
| Panama                         | Panama-Stad         | Ambassade                           | Panama-Stad                          | Sander Cohen (per medio 2023)                                            | Link |
| Panama                         | Panama-Stad         | Consulaat                           | David                                | Marcel de Jong                                                           | Link |
| Papoea-Nieuw-Guinea            | Port Moresby        | Ambassade                           | Canberra                             | Marion Derckx                                                            | Link |
| Papoea-Nieuw-Guinea            | Port Moresby        | Consulaat                           | Port Moresby                         | Stan Joyce                                                               | Link |
| Paraguay                       | Asuncion            | Ambassade                           | Buenos Aires                         | Annemieke Verrijp                                                        | Link |
| Paraguay                       | Asuncion            | Consulaat                           | Asuncion                             | Robert Bosch                                                             | Link |
| Peru                           | Lima                | Ambassade                           | Lima                                 | Nathalie Lintvelt (tot medio 2023) Alexander Kofman (per medio 2023)     | Link |
| Peru                           | Lima                | Consulaat                           | Arequipa (tijdelijk gesloten)        |                                                                          | Link |
| Peru                           | Lima                | Consulaat                           | Cuzco                                | Wim van Immerzeel                                                        | Link |
| Polen                          | Warschau            | Ambassade                           | Warschau                             | Jennes de Mol                                                            | Link |
| Polen                          | Warschau            | Consulaat                           | Gdańsk                               | Dorota Rosiak                                                            | Link |
| Polen                          | Warschau            | Consulaat                           | Krakau                               | Patrick den Bult                                                         | Link |
| Portugal                       | Lissabon            | Ambassade                           | Lissabon                             | Margriet Leemhuis                                                        | Link |
| Portugal                       | Lissabon            | Consulaat                           | Funchal                              |                                                                          | Link |
| Portugal                       | Lissabon            | Consulaat                           | Ponta Delgada                        |                                                                          | Link |
| Qatar                          | Doha                | Ambassade                           | Doha                                 | Marjan Kamstra (tot medio 2023) Ferdinand Lahnstein (per medio 2023)     | Link |
| Roemenië                       | Boekarest           | Ambassade                           | Boekarest                            | Roelof van Ees (tot medio 2023) Willemijn van Haaften (per medio 2023)   | Link |
| Rusland                        | Moskou              | Ambassade                           | Moskou                               | Gilles Beschoor Plug                                                     | Link |
| Rusland                        | Moskou              | Consulaat-generaal                  | Sint-Petersburg (tijdelijk gesloten) |                                                                          | Link |
| Rusland                        | Moskou              | Consulaat                           | Joezjno-Sachalinsk                   | Valery Bespalov                                                          | Link |
| Rwanda                         | Kigali              | Ambassade                           | Kigali                               | Matthijs Wolters (tot medio 2023) Joan Wiegman (per medio 2023)          | Link |
| Saint Kitts en Nevis           | Basseterre          | Ambassade                           | Port of Spain                        | Harry Putker (zaakgelastigde) Cor Hersbach (per medio 2023)              | Link |
| Saint Kitts en Nevis           | Basseterre          | Consulaat                           | Basseterre                           | Douglas Gillanders                                                       | Link |
| Saint Lucia                    | Castries            | Ambassade                           | Port of Spain                        | Harry Putker (zaakgelastigde) Cor Hersbach (per medio 2023)              | Link |
| Saint Lucia                    | Castries            | Consulaat                           | Gros Islet                           | Rhory McNamara                                                           | Link |
| Saint Vincent en de Grenadines | Kingstown           | Ambassade                           | Port of Spain                        | Harry Putker (zaakgelastigde) Cor Hersbach (per medio 2023)              | Link |
| Saint Vincent en de Grenadines | Kingstown           | Consulaat                           | Kingstown                            | Camille Crichton                                                         | Link |
| Salomonseilanden               | Honiara             | Ambassade                           | Canberra                             | Marion Derckx                                                            | Link |
| Samoa                          | Apia                | Ambassade                           | Wellington                           | Ard van der Vorst                                                        | Link |
| Samoa                          | Apia                | Consulaat                           | Apia                                 | Ernest Betham                                                            | Link |
| San Marino                     | San Marino          | Ambassade                           | Rome                                 | Willem van Ee                                                            | Link |
| Sao Tomé en Principe           | Sao Tomé            | Ambassade                           | Luanda                               | Tsjeard Hoekstra                                                         | Link |
| Sao Tomé en Principe           | Sao Tomé            | Consulaat                           | Sao Tomé                             | Abilio Afonso Henriques                                                  | Link |
| Saoedi-Arabië                  | Riyad               | Ambassade                           | Riyad                                | Janet Alberda                                                            | Link |
| Saoedi-Arabië                  | Riyad               | Consulaat                           | Dammam                               | Sulaiman Abdulrahman Salih Alsuhaimi                                     | Link |
| Saoedi-Arabië                  | Riyad               | Consulaat                           | Jeddah                               | Nashwa Taher                                                             | Link |
| Senegal                        | Dakar               | Ambassade                           | Dakar                                | Joan Wiegman (tot medio 2023) Carmen Hagenaars (per medio 2023)          | Link |
| Servië                         | Belgrado            | Ambassade                           | Belgrado                             | Joost Reintjes                                                           | Link |
| Seychellen                     | Victoria            | Ambassade                           | Nairobi                              | Maarten Brouwer                                                          | Link |
| Seychellen                     | Victoria            | Consulaat                           | Victoria                             | Irina Udwadia-Van Altenborg                                              | Link |
| Sierra Leone                   | Freetown            | Ambassade                           | Accra                                | Jeroen Verheul                                                           | Link |
| Singapore                      | Singapore           | Ambassade                           | Singapore                            | Anneke Adema                                                             | Link |
| Slovenië                       | Ljubljana           | Ambassade                           | Ljubljana                            | Johan Verboom                                                            | Link |
| Slowakije                      | Bratislava          | Ambassade                           | Bratislava                           | Gabriella Sancisi                                                        | Link |
| Slowakije                      | Bratislava          | Consulaat                           | Prešov                               |                                                                          | Link |
| Soedan                         | Khartoem            | Ambassade                           | Khartoem                             | Irma van Dueren (tot medio 2023) Wierish Ramsoekh (per medio 2023)       | Link |
| Somalië                        | Mogadishu           | Ambassade                           | Nairobi                              | Maarten Brouwer                                                          | Link |
| Spanje                         | Madrid              | Ambassade                           | Madrid                               | Roel Nieuwenkamp                                                         | Link |
| Spanje                         | Madrid              | Consulaat                           | Barcelona                            | Dirk Kremer                                                              | Link |
| Spanje                         | Madrid              | Consulaat                           | Ceuta                                | Juan Manuel Jiménez Ramírez                                              | Link |
| Spanje                         | Madrid              | Consulaat                           | La Nucia (Benidorm)                  | Erik de Haan                                                             | Link |
| Spanje                         | Madrid              | Consulaat                           | Palma                                | Ingrid van de Reijt                                                      | Link |
| Spanje                         | Madrid              | Consulaat                           | Santa Cruz de Tenerife               | Stan Weytjens                                                            | Link |
| Spanje                         | Madrid              | Consulaat                           | Sevilla                              | José Tobías Lerga Paz                                                    | Link |
| Spanje                         | Madrid              | Consulaat                           | Torremolinos                         | Frank Buster                                                             | Link |
| Spanje                         | Madrid              | Consulaat                           | Valencia                             | Eric Nolte                                                               | Link |
| Sri Lanka                      | Kotte               | Ambassade                           | Colombo                              | Bonnie Horbach                                                           | Link |
| Suriname                       | Paramaribo          | Ambassade                           | Paramaribo                           | Walter Oostelbos (2023-heden)                                            | Link |
| Swaziland                      | Mbabane             | Ambassade                           | Pretoria                             | Han Peters                                                               | Link |
| Syrië                          | Damascus            | Ambassade                           | Damascus (tijdelijk gesloten)        |                                                                          | Link |
| Tadzjikistan                   | Doesjanbe           | Ambassade                           | Astana                               | André Carstens                                                           | Link |
| Tanzania                       | Dodoma              | Ambassade                           | Dar es Salaam                        | Wiebe de Boer                                                            | Link |
| Tanzania                       | Dodoma              | Consulaat                           | Arusha                               | Antony Rottjers                                                          | Link |
| Thailand                       | Bangkok             | Ambassade                           | Bangkok                              | Remco van Wijngaarden                                                    | Link |
| Thailand                       | Bangkok             | Consulaat                           | Phuket                               | Seven Smulders                                                           | Link |
| Togo                           | Lomé                | Ambassade                           | Accra                                | Jeroen Verheul                                                           | Link |
| Tonga                          | Nuku'alofa          | Ambassade                           | Wellington                           | Ard van der Vorst                                                        | Link |
| Tonga                          | Nuku'alofa          | Consulaat                           | Nuku'alofa                           |                                                                          | Link |
| Trinidad en Tobago             | Port of Spain       | Ambassade                           | Port of Spain                        | Harry Putker (zaakgelastigde) Cor Hersbach (per medio 2023)              | Link |
| Tsjaad                         | Ndjamena            | Ambassade                           | Khartoem                             | Irma van Dueren (tot medio 2023) Wierish Ramsoekh (per medio 2023)       | Link |
| Tsjaad                         | Ndjamena            | Ambassadekantoor                    | Ndjamena                             | Mark Rutgers van der Loeff                                               | Link |
| Tsjechië                       | Praag               | Ambassade                           | Praag                                | Daan Huisinga                                                            | Link |
| Tunesië                        | Tunis               | Ambassade                           | Tunis                                | Josephine Frantzen                                                       | Link |
| Turkije                        | Ankara              | Ambassade                           | Ankara                               | Joep Wijnands                                                            | Link |
| Turkije                        | Ankara              | Consulaat-generaal                  | Istanboel                            | Arjen Uijterlinde                                                        | Link |
| Turkije                        | Ankara              | Consulaat                           | Antalya                              |                                                                          | Link |
| Turkije                        | Ankara              | Consulaat                           | Gaziantep                            |                                                                          | Link |
| Turkije                        | Ankara              | Consulaat                           | İzmir                                |                                                                          | Link |
| Turkije                        | Ankara              | Consulaat                           | Marmaris                             |                                                                          | Link |
| Turkmenistan                   | Asjchabad           | Ambassade                           | Moskou                               | Gilles Beschoor Plug                                                     | Link |
| Tuvalu                         | Funafuti            | Ambassade                           | Wellington                           | Ard van der Vorst                                                        | Link |
| Uruguay                        | Montevideo          | Ambassade                           | Buenos Aires                         | Annemieke Verrijp                                                        | Link |
| Uruguay                        | Montevideo          | Consulaat                           | Montevideo                           | René Sonneveld                                                           | Link |
| Vanuatu                        | Port Vila           | Ambassade                           | Wellington                           | Ard van der Vorst                                                        | Link |
| Vaticaanstad                   | Vaticaanstad        | Ambassadekantoor                    | Rome                                 | Annemieke Ruigrok                                                        | Link |
| Venezuela                      | Caracas             | Ambassade                           | Caracas                              | Robert Schuddeboom                                                       | Link |
| Venezuela                      | Caracas             | Consulaat                           | Maracaibo                            |                                                                          | Link |
| Venezuela                      | Caracas             | Consulaat                           | Porlamar                             |                                                                          | Link |
| Venezuela                      | Caracas             | Consulaat                           | Punto Fijo                           |                                                                          | Link |
| Verenigd Koninkrijk            | Londen              | Ambassade                           | Londen                               | Paul Huijts                                                              | Link |
| Verenigd Koninkrijk            | Londen              | Consulaat                           | Belfast                              | Carson McMullan                                                          | Link |
| Verenigd Koninkrijk            | Londen              | Consulaat                           | Birmingham                           | Bert Thijssen                                                            | Link |
| Verenigd Koninkrijk            | Londen              | Consulaat                           | Cardiff                              | Helen Thomas                                                             | Link |
| Verenigd Koninkrijk            | Londen              | Consulaat                           | Chester                              | Maud Duthie – van der Venne                                              | Link |
| Verenigd Koninkrijk            | Londen              | Consulaat                           | Dover                                | James Ryeland                                                            | Link |
| Verenigd Koninkrijk            | Londen              | Consulaat                           | Gibraltar                            | Raacida Amenzou                                                          | Link |
| Verenigd Koninkrijk            | Londen              | Consulaat                           | Guernsey                             | Graham Thoume                                                            | Link |
| Verenigd Koninkrijk            | Londen              | Consulaat                           | Hamilton                             | Tjerk Neijmeijer                                                         | Link |
| Verenigd Koninkrijk            | Londen              | Consulaat                           | Norwich                              | Andrew Wood                                                              | Link |
| Verenigd Koninkrijk            | Londen              | Consulaat                           | Southampton                          | Ian Moran                                                                | Link |
| Verenigd Koninkrijk            | Londen              | Consulaat                           | Stirling                             | Lorna Jack                                                               | Link |
| Verenigde Arabische Emiraten   | Abu Dhabi           | Ambassade                           | Abu Dhabi                            | Gerard Steeghs                                                           | Link |
| Verenigde Arabische Emiraten   | Abu Dhabi           | Consulaat-generaal                  | Dubai                                | Carel Richter                                                            | Link |
| Verenigde Staten               | Washington D.C.     | Ambassade                           | Washington D.C.                      | Maarten Boef (zaakgelastigde)                                            | Link |
| Verenigde Staten               | Washington D.C.     | Consulaat-generaal                  | Atlanta                              | Jaap Veerman                                                             | Link |
| Verenigde Staten               | Washington D.C.     | Consulaat-generaal                  | Chicago                              | Bart Twaalfhoven                                                         | Link |
| Verenigde Staten               | Washington D.C.     | Consulaat-generaal                  | Miami                                | Ruth Emmerink                                                            | Link |
| Verenigde Staten               | Washington D.C.     | Consulaat-generaal                  | New York                             | Ahmed Dadou                                                              | Link |
| Verenigde Staten               | Washington D.C.     | Consulaat-generaal                  | San Francisco                        | Dirk Janssen                                                             | Link |
| Verenigde Staten               | Washington D.C.     | Consulaat                           | Anchorage                            | Irene Post-Green                                                         | Link |
| Verenigde Staten               | Washington D.C.     | Consulaat                           | Austin                               | Marius Haas                                                              | Link |
| Verenigde Staten               | Washington D.C.     | Consulaat                           | Cincinnati                           | Johannes Frederik Philippo                                               | Link |
| Verenigde Staten               | Washington D.C.     | Consulaat                           | Cleveland                            | Peter Andrè de la Porte                                                  | Link |
| Verenigde Staten               | Washington D.C.     | Consulaat                           | Dallas                               | Mabrie Griffith Jackson                                                  | Link |
| Verenigde Staten               | Washington D.C.     | Consulaat                           | Denver                               | Frank Caris                                                              | Link |
| Verenigde Staten               | Washington D.C.     | Consulaat                           | Detroit                              | Percy Vreeken                                                            | Link |
| Verenigde Staten               | Washington D.C.     | Consulaat                           | Grand Rapids                         | Paul Heule                                                               | Link |
| Verenigde Staten               | Washington D.C.     | Consulaat                           | Honolulu                             | Henk Rogers                                                              | Link |
| Verenigde Staten               | Washington D.C.     | Consulaat                           | Houston                              | Aura Cuellar                                                             | Link |
| Verenigde Staten               | Washington D.C.     | Consulaat                           | Los Angeles                          | Reinout Oerlemans                                                        | Link |
| Verenigde Staten               | Washington D.C.     | Consulaat                           | Minneapolis                          | Marc Al                                                                  | Link |
| Verenigde Staten               | Washington D.C.     | Consulaat                           | New Orleans                          | Deirdre McGlinchey                                                       | Link |
| Verenigde Staten               | Washington D.C.     | Consulaat                           | Orlando                              | Patrick Willemsen                                                        | Link |
| Verenigde Staten               | Washington D.C.     | Consulaat                           | Philadelphia                         | Wilfred Henricus Muskens                                                 | Link |
| Verenigde Staten               | Washington D.C.     | Consulaat                           | Phoenix                              | Odette Wilhemina Bakker                                                  | Link |
| Verenigde Staten               | Washington D.C.     | Consulaat                           | Pittsburgh                           | Thomas Johnson                                                           | Link |
| Verenigde Staten               | Washington D.C.     | Consulaat                           | Puerto Rico                          | Robbert van Hartingsveldt                                                | Link |
| Verenigde Staten               | Washington D.C.     | Consulaat                           | Raleigh                              | Gerard ter Wee                                                           | Link |
| Verenigde Staten               | Washington D.C.     | Consulaat                           | San Diego                            | Hendrik Anton Hanselaar                                                  | Link |
| Verenigde Staten               | Washington D.C.     | Consulaat                           | Seattle                              | Leo van Dorp                                                             | Link |
| Verenigde Staten               | Washington D.C.     | Consulaat                           | Saint Louis                          | Roel Harryvan                                                            | Link |
| Vietnam                        | Hanoi               | Ambassade                           | Hanoi                                | Kees van Baar                                                            | Link |
| Vietnam                        | Hanoi               | Consulaat-generaal                  | Ho Chi Minhstad                      | Daniël Stork                                                             | Link |
| Wit-Rusland                    | Minsk               | Ambassadekantoor                    | Minsk                                | Daphne Bergsma                                                           | Link |
| Zambia                         | Lusaka              | Ambassade                           | Harare                               | Margret Verwijk                                                          | Link |
| Zambia                         | Lusaka              | Consulaat                           | Lusaka                               |                                                                          | Link |
| Zimbabwe                       | Harare              | Ambassade                           | Harare                               | Margret Verwijk                                                          | Link |
| Zuid-Afrika                    | Pretoria            | Ambassade                           | Pretoria                             | Han Peters (tot medio 2023) Joanne Doornewaard (per medio 2023)          | Link |
| Zuid-Afrika                    | Pretoria            | Consulaat-generaal                  | Kaapstad                             | Hélène Rekkers                                                           | Link |
| Zuid-Korea                     | Seoel               | Ambassade                           | Seoel                                | Joanne Doornewaard                                                       | Link |
| Zuid-Korea                     | Seoel               | Consulaat                           | Busan                                | Philip Kim                                                               | Link |
| Zuid-Soedan                    | Juba                | Ambassade                           | Juba                                 | Marjan Schippers                                                         | Link |
| Zweden                         | Stockholm           | Ambassade                           | Stockholm                            | Bengt van Loosdrecht                                                     | Link |
| Zweden                         | Stockholm           | Consulaat                           | Göteborg                             | Håkan Friberg                                                            | Link |
| Zwitserland                    | Bern                | Ambassade                           | Bern                                 | Hedda Samson (tot medio 2023) Karin Mössenlechner (per medio 2023)       | Link |
| Zwitserland                    | Bern                | Consulaat-generaal                  | Genève                               | Caroline Visser-Bartel                                                   | Link |
| Zwitserland                    | Bern                | Consulaat-generaal                  | Zürich                               | Koos Vink                                                                | Link |
| Zwitserland                    | Bern                | Consulaat                           | Bazel                                | Peter Groenen                                                            | Link |
| Zwitserland                    | Bern                | Consulaat                           | Lugano                               | Anke van der Mei-Lombardi                                                | Link |

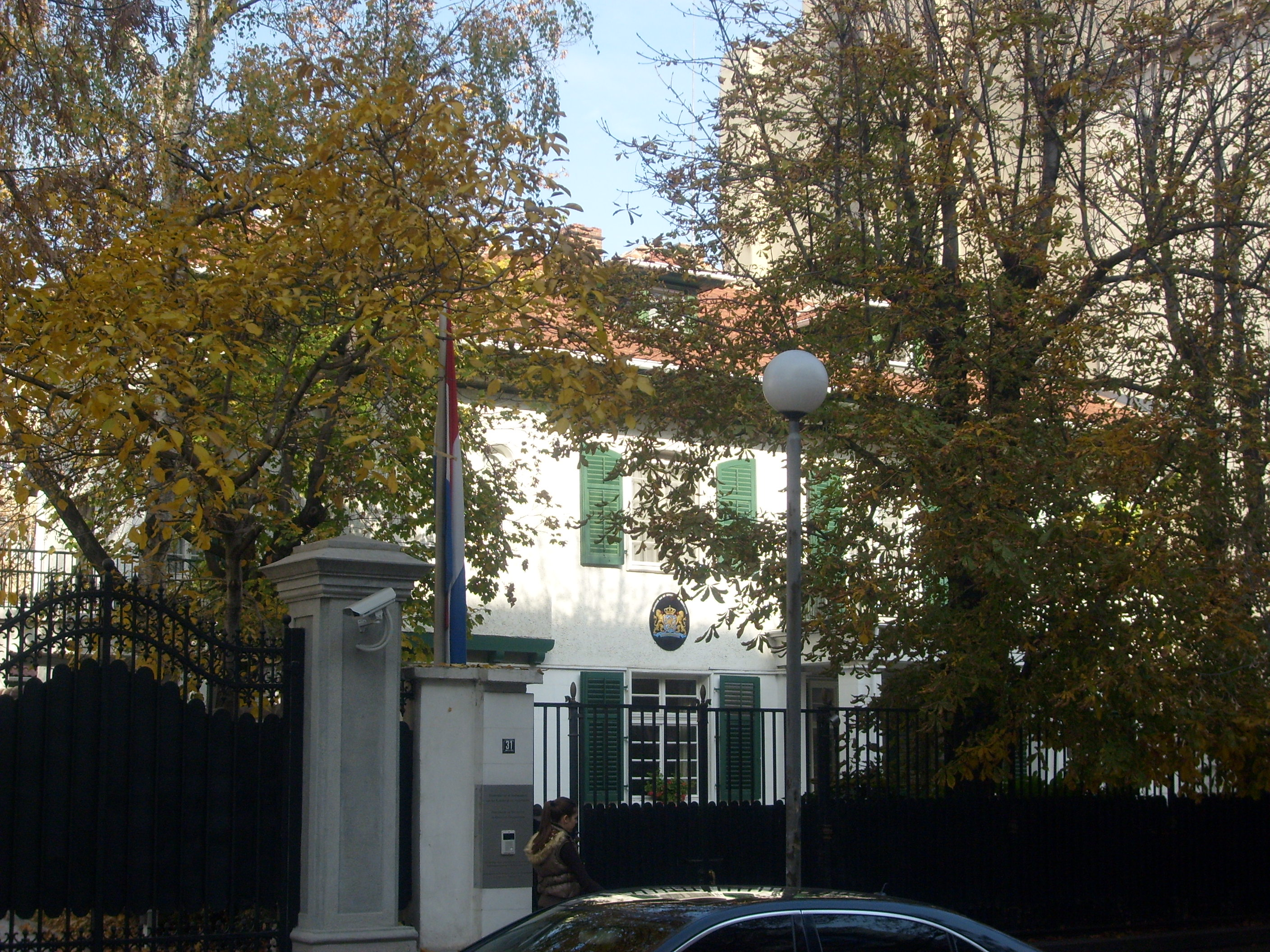
De ambtswoning van de Nederlandse ambassadeur in de Bulgaarse hoofdstad Sofia.
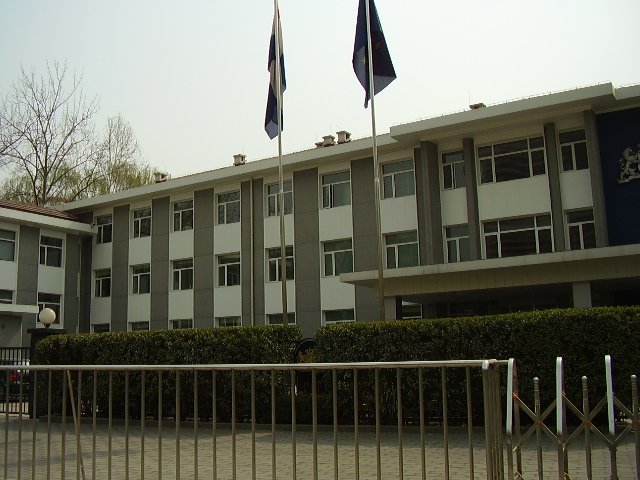
De Nederlandse ambassade in de Chinese hoofdstad Peking.
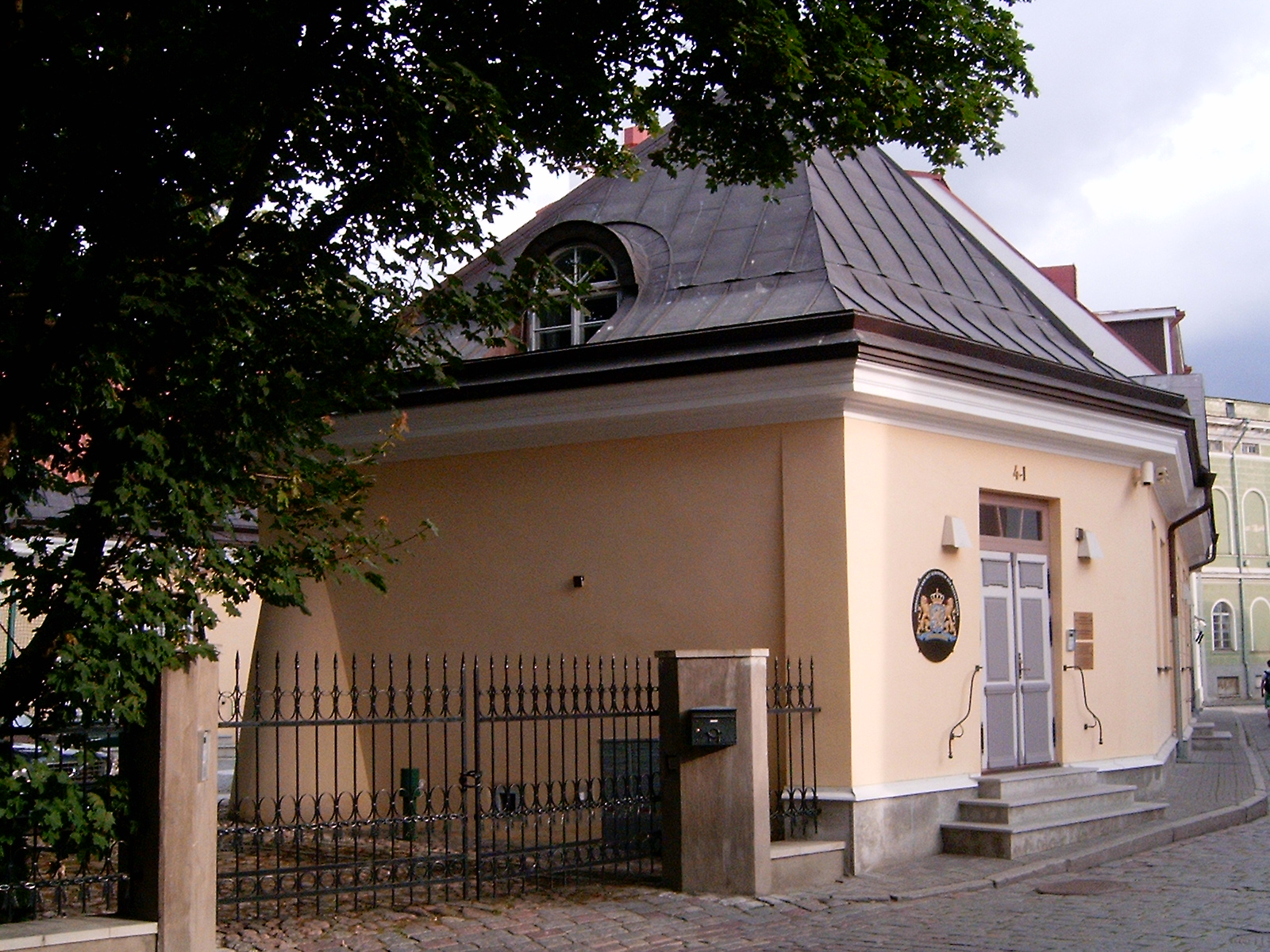
De Nederlandse ambassade in de Estse hoofdstad Tallinn.
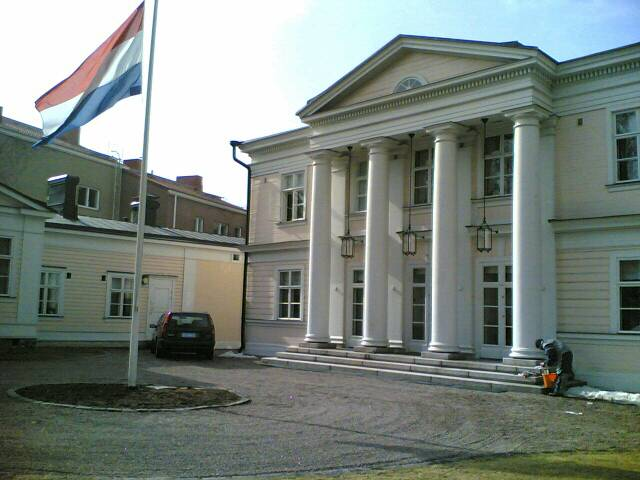
De residentie van de Nederlandse Ambassadeur in de Finse hoofdstad Helsinki.
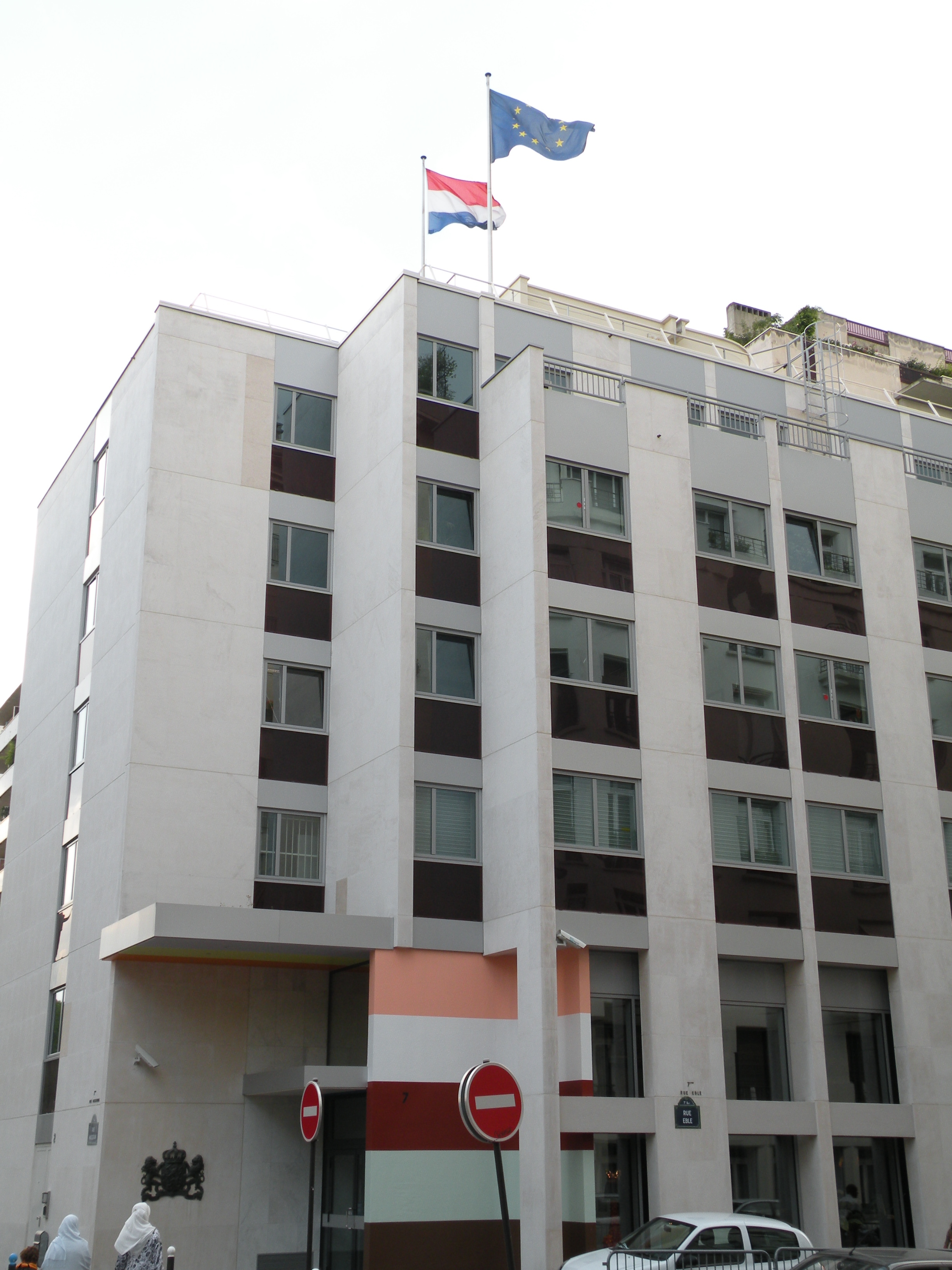
De Nederlandse ambassade in de Franse hoofdstad Parijs.
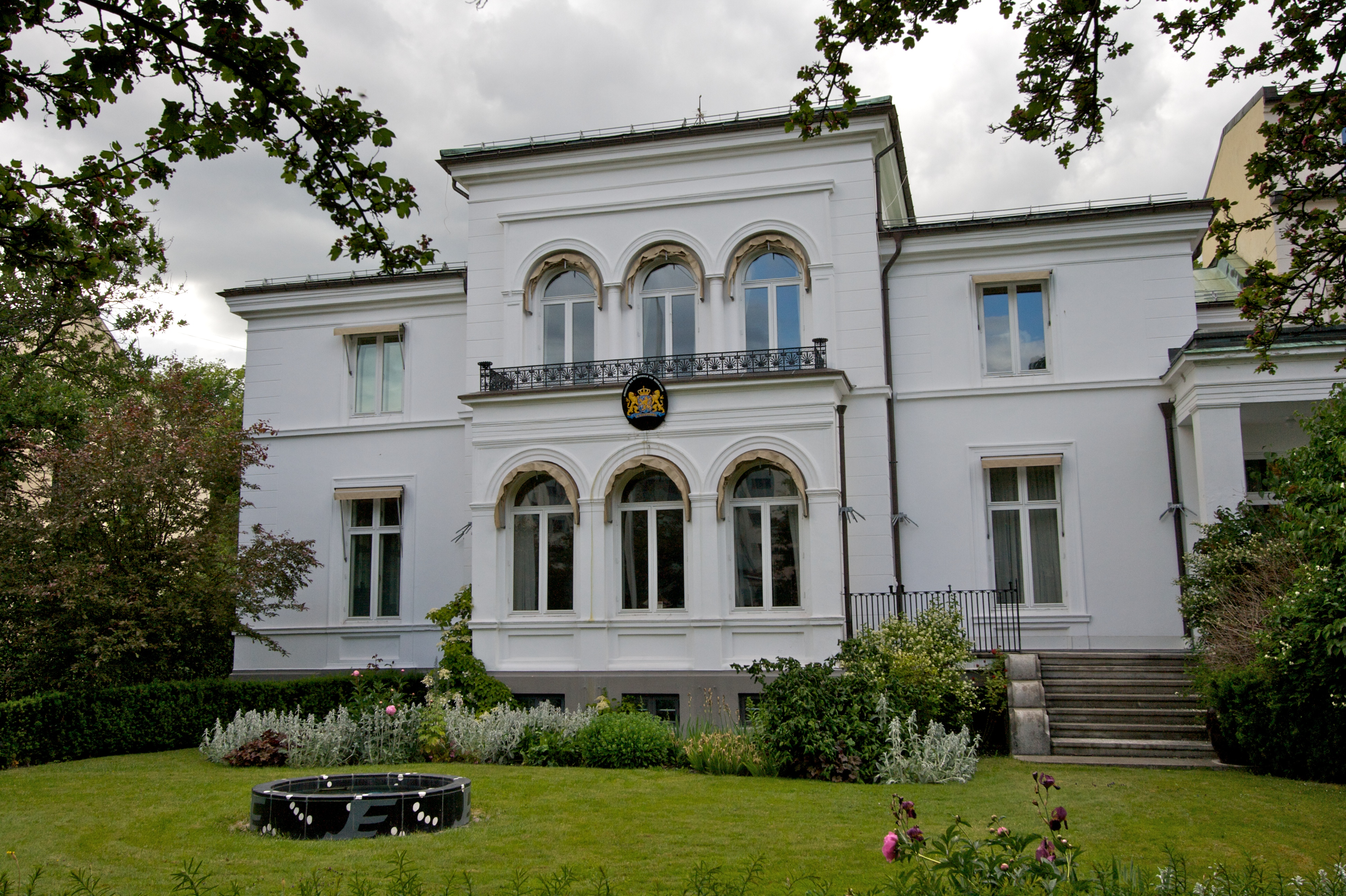
De Nederlandse ambassade in de Noorse hoofdstad Oslo.
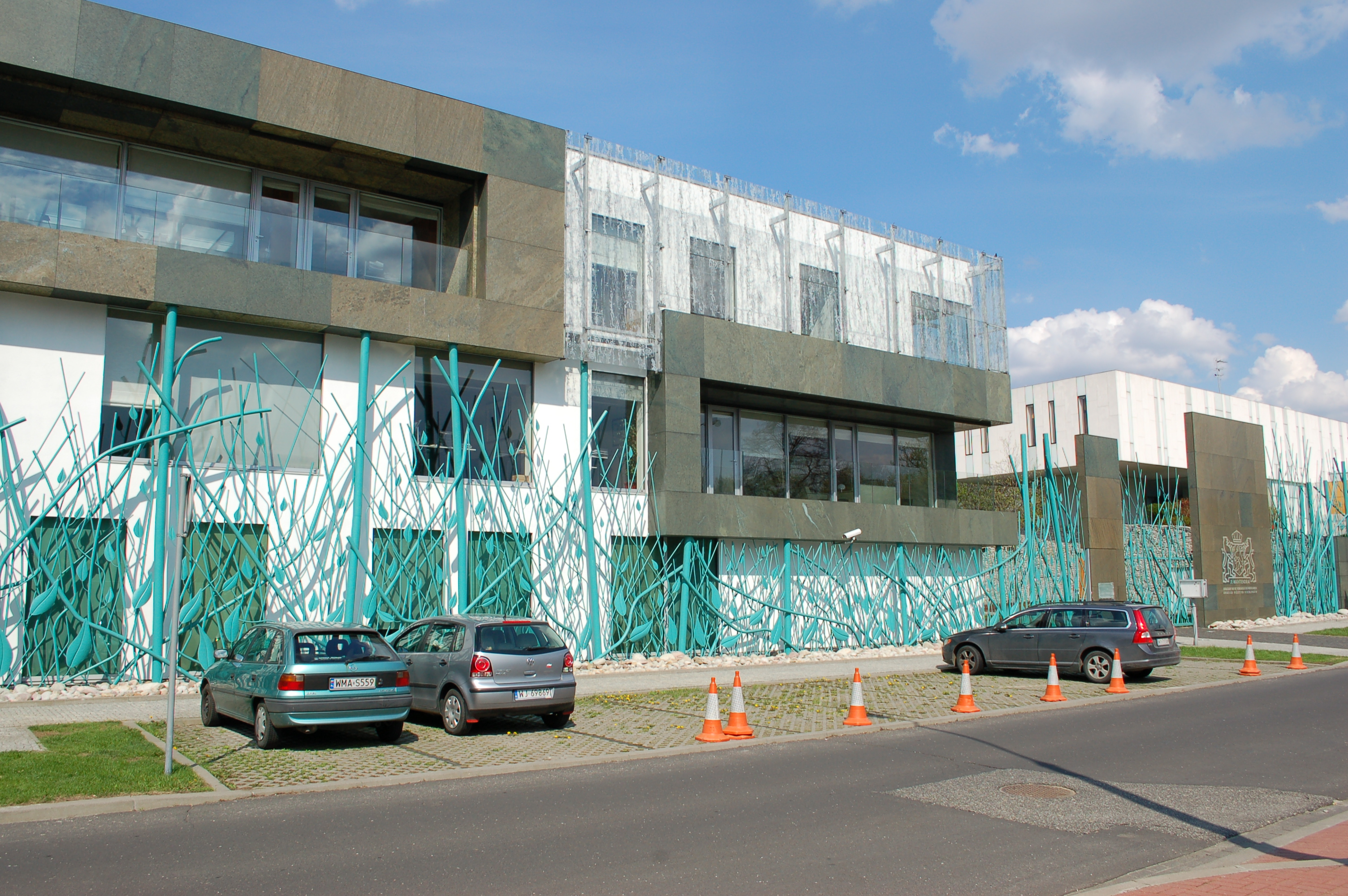
De Nederlandse ambassade in de Poolse hoofdstad Warschau.
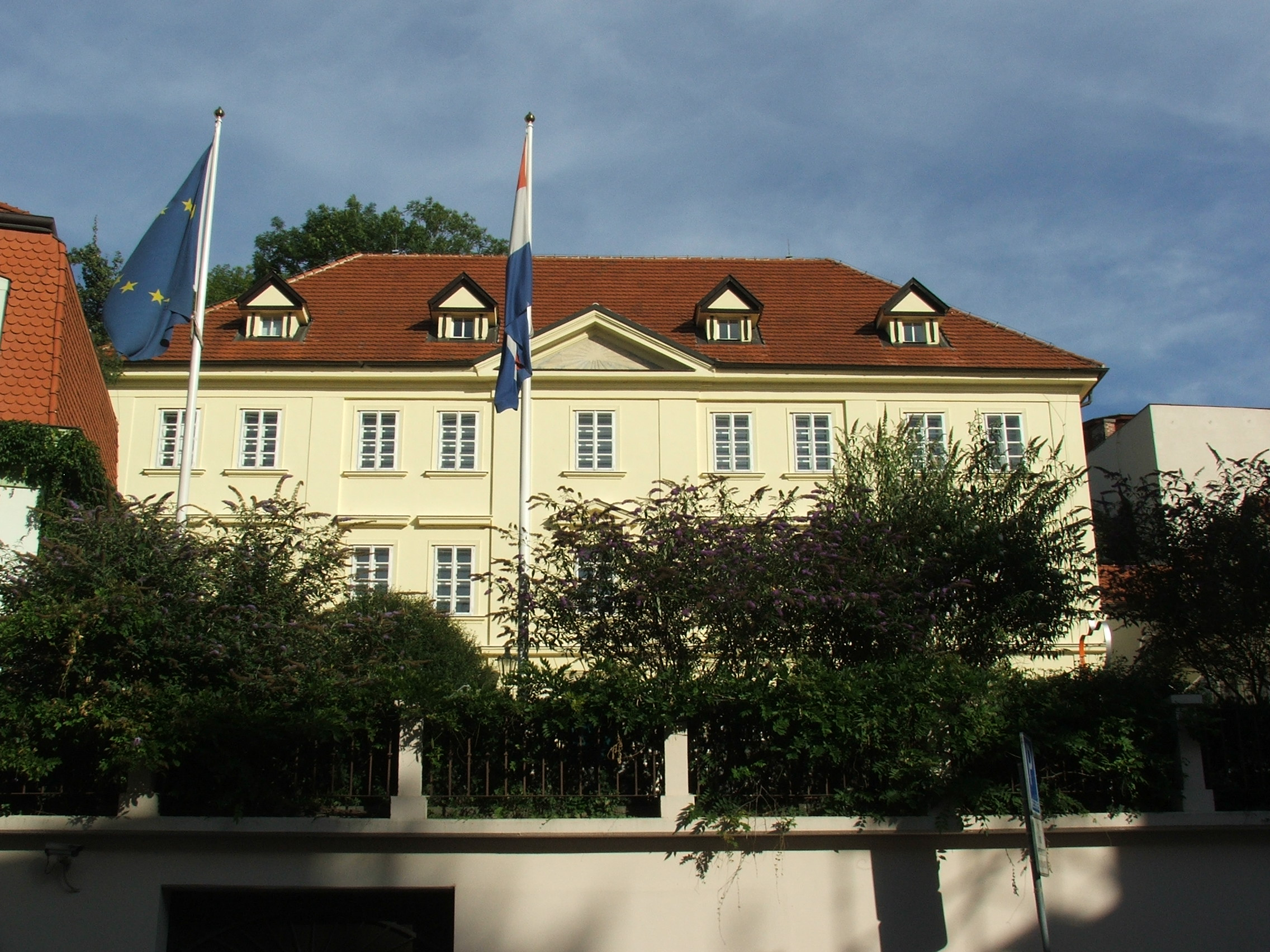
De Nederlandse ambassade in de Tsjechische hoofdstad Praag.
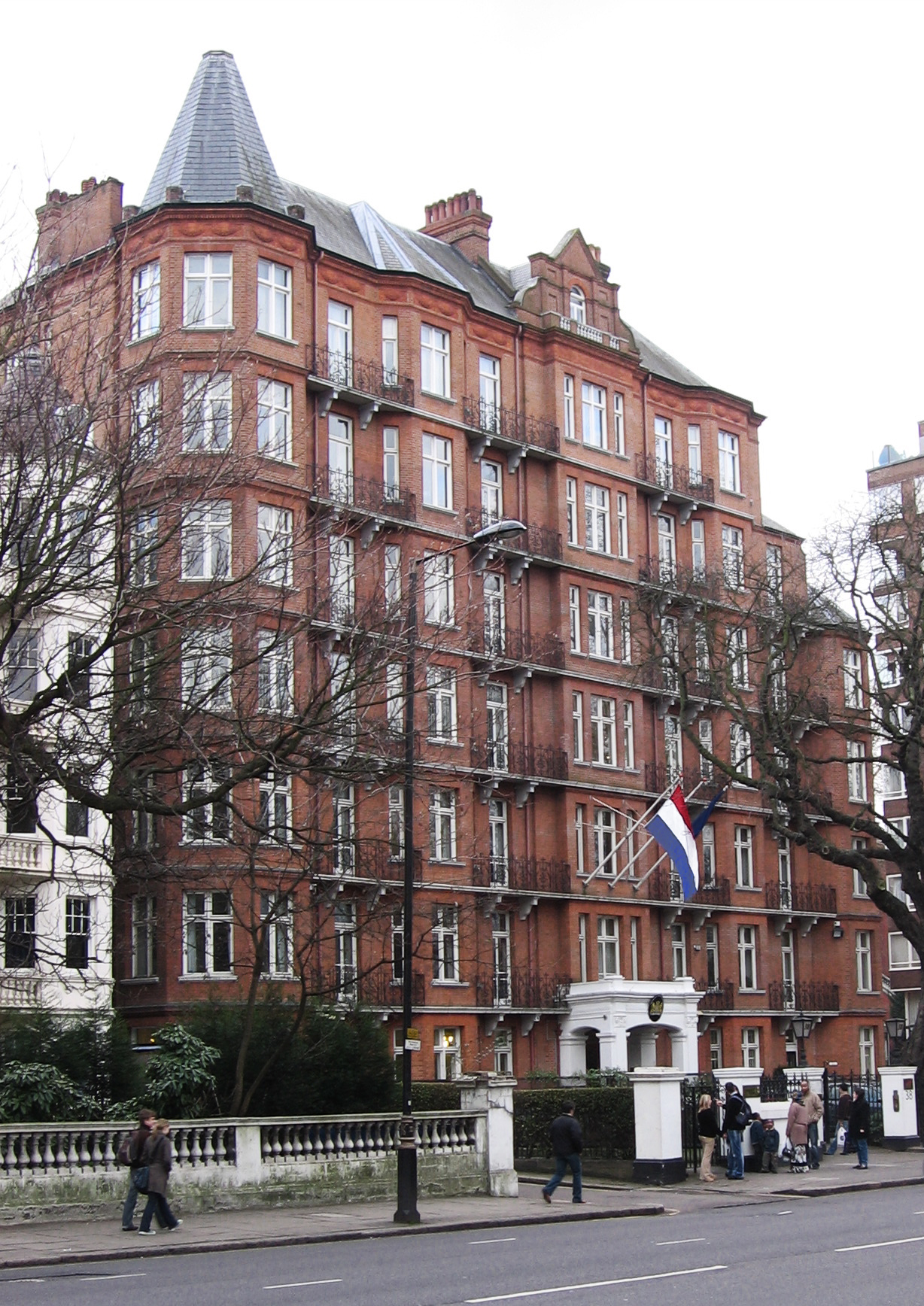
De Nederlandse ambassade in de Britse hoofdstad Londen.
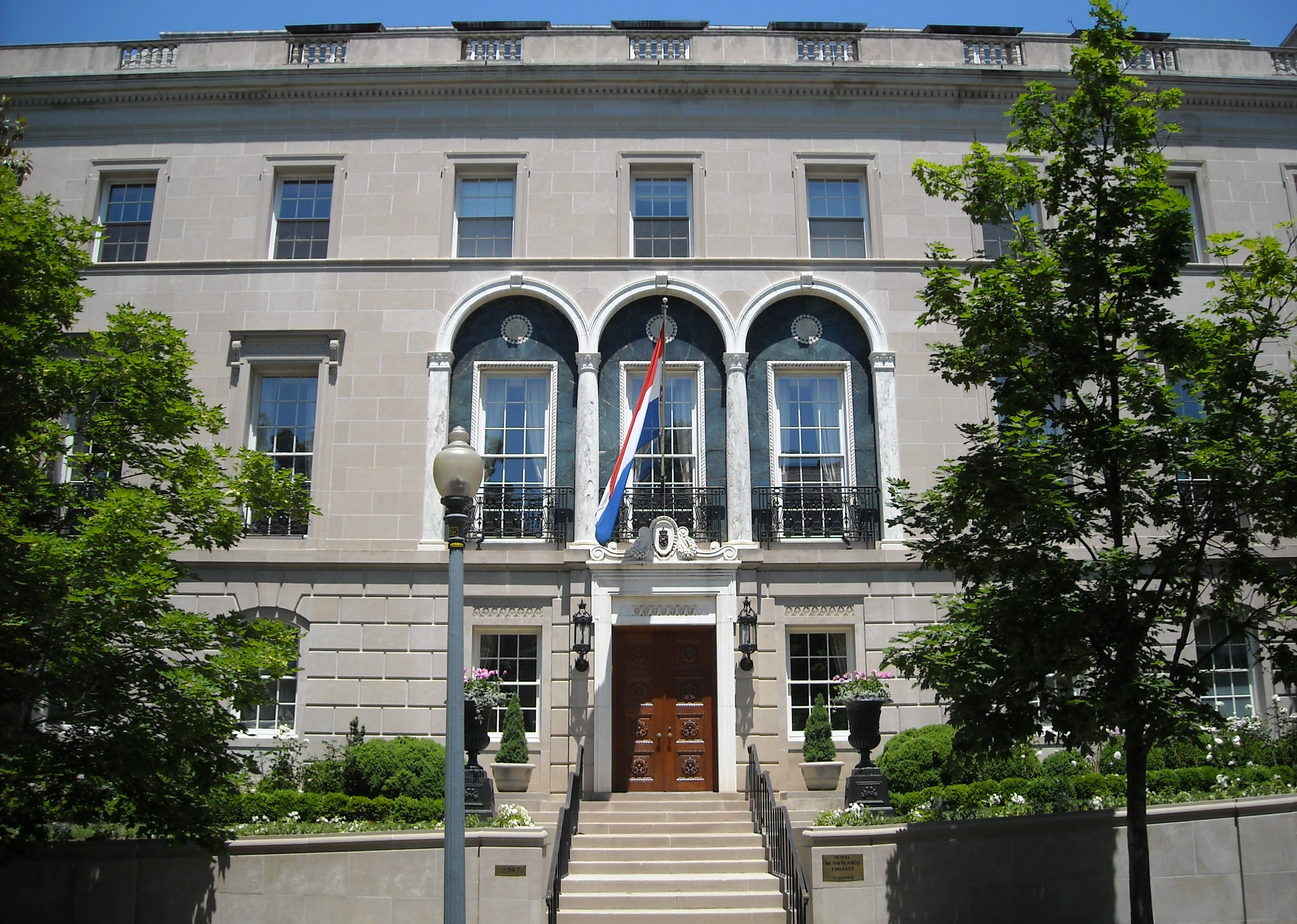
De residentie van de Nederlandse ambassadeur in de Amerikaanse hoofdstad Washington D.C.
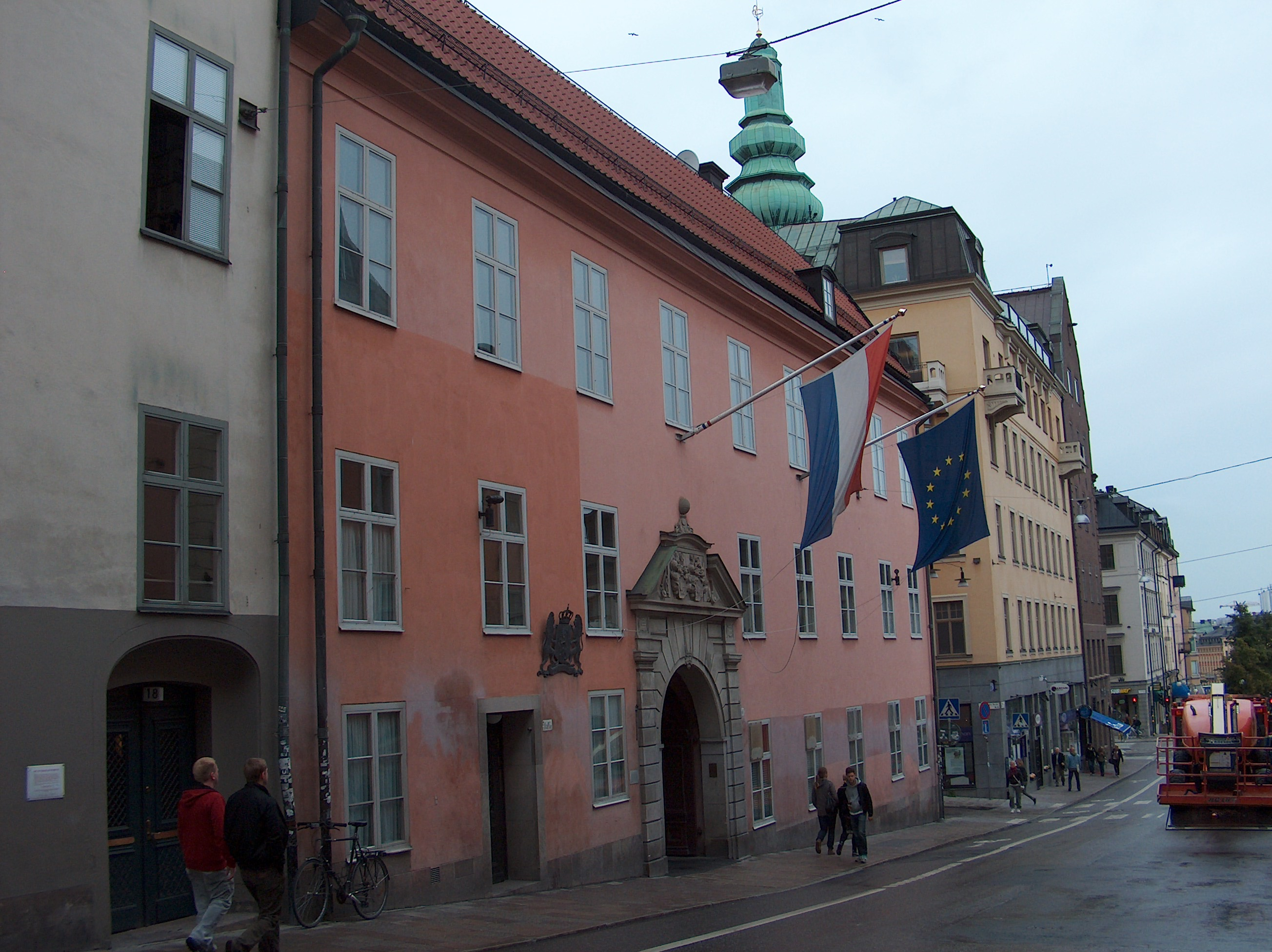
De Nederlandse ambassade in de Zweedse hoofdstad Stockholm.
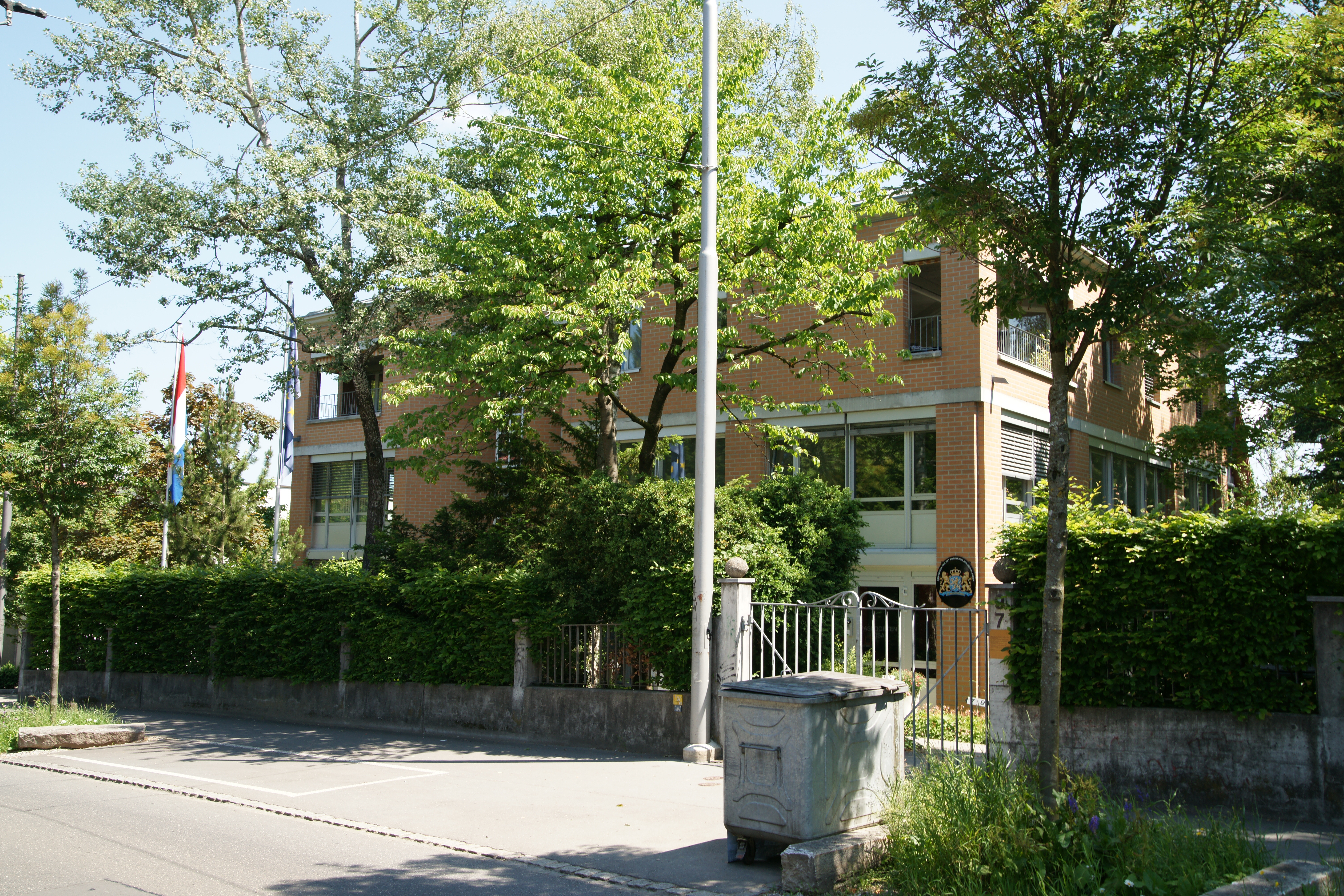
De Nederlandse ambassade in de Zwitserse hoofdstad Bern.

## Benelux-samenwerking
De vestiging van Nederlandse, Belgische of Luxemburgse ambassades onder één dak (colocatie) kent een lange historie. Sinds het aantreden van het kabinet Rutte-Verhagen respectievelijk kabinet Di Rupo heeft het overleg met België over colocatiemogelijkheden een vlucht genomen. Dit leidde in 2013 tot overeenstemming over colocaties in Caracas, Buenos Aires, Mexico-Stad en Kinshasa. Verder wordt inmiddels gesproken over gemeenschappelijke huisvesting in onder meer Washington, Seoel, Bamako, Pristina (ook met Luxemburg), Ottawa en Nicosia. Op 23 oktober 2014, tijdens een Benelux-top van de drie regeringsleiders in aanloop naar de Europese top van regeringsleiders, hebben de ministers-presidenten van de Benelux-landen besloten om de diplomatieke posten van de drie landen te optimaliseren, waar mogelijk samen te huisvesten en elkaar te vertegenwoordigen.
De Benelux-landen werken samen op diplomatiek vlak in het buitenland. Een efficiëntiewinst wordt bereikt doordat België en Nederland in drie landen hetzelfde gebouw delen en er in Brussel/Den Haag een uitwisseling is van Nederlandse en Belgische diplomaten. Die uitwisseling bestaat ook op posten. De tweede man op de Nederlandse ambassade in Tirana (Albanië) is een Belgische diplomaat die tijdelijk werkt voor het Nederlandse ministerie van Buitenlandse Zaken. De tweede man van de Belgische ambassade in Yaoundé (Kameroen) is een Nederlandse diplomaat die zich tijdelijk inzet voor de Belgische Federale Overheidsdienst Buitenlandse Zaken. Verder vertegenwoordigt België in 54 landen Luxemburg en in 9 landen Nederland, dat op zijn beurt in 19 landen de Belgische belangen behartigt.

## Nederlandse permanente vertegenwoordigingen
| Organisatie                         | Ambassadeur         | Locatie     |
| ----------------------------------- | ------------------- | ----------- |
| Europese Unie                       | Robert de Groot     | Brussel     |
| NAVO                                | Marisa Gerards      | Brussel     |
| OESO                                | Noé van Hulst       | Parijs      |
| OPCW en ICC/CPI                     | Paul van den IJssel | Den Haag    |
| OVSE                                | Desirée Kopmels     | Wenen       |
| Raad van Europa                     | Roeland Böcker      | Straatsburg |
| UNESCO                              | Lionel Veer         | Parijs      |
| Verenigde Naties                    | Joke Brandt         | New York    |
| Verenigde Naties (FAO, WFP en IFAD) | Hans Hoogeveen      | Rome        |
| Verenigde Naties en IAEA            | Marco Hennis        | Wenen       |
| Verenigde Naties en WTO             | Monique van Daalen  | Genève      |